# (14189) Sèvre
(14189) Sèvre, désignation internationale (14189) Sevre, est un astéroïde de la ceinture principale.

## Description
(14189) Sevre est un astéroïde de la ceinture principale. Il fut découvert le 15 décembre 1998 à Caussols par le projet ODAS. Il présente une orbite caractérisée par un demi-grand axe de 2,72 UA, une excentricité de 0,20 et une inclinaison de 3,1° par rapport à l'écliptique.

## Compléments